# Хэкоу-Яоский автономный уезд
Хэкоу-Яоский автономный уезд (кит. упр. 河口瑶族自治县, пиньинь Hékǒu Yáozú zìzhìxiàn) — автономный уезд Хунхэ-Хани-Ийского автономного округа провинции Юньнань (КНР).

## История
Во времена империи Цин эти земли относились к Кайхуаской управе (开化府). В первой половине XIX века в месте впадения реки Наньсихэ в реку Хунхэ был учреждён пограничный пост Хэкоу («устье реки»). В 1897 году Хэкоу стал ставкой заместителя генерал-губернатора по вопросам охраны границы и был подчинён напрямую властям провинции.
В 1926 году Хэкоу получил статус особого административного района (特别行政区), подчинённого напрямую властям провинции.
После вхождения провинции Юньнань в состав КНР в 1950 году был образован Специальный район Мэнцзы (蒙自专区), и Хэкоу, преобразованный в город, вошёл в его состав.
Постановлением Госсовета КНР от 3 января 1955 года город Хэкоу (河口市) был преобразован в уезд Хэкоу (河口县).
В 1957 году Специальный район Мэнцзы и Хунхэ-Ханиский автономный район были объединены в Хунхэ-Хани-Ийский автономный округ.
Постановлением Госсовета КНР от 24 сентября 1958 года уезд Хэкоу был преобразован в Хэкоу-Яоский автономный уезд, при этом в его состав был включён Яошань-Яоский автономный район (瑶山瑶族自治区) бывшего уезда Пинбянь.
Постановлением Госсовета КНР от 16 февраля 1960 года Хэкоу-Яоский автономный уезд и Пинбянь-Мяоский автономный уезд были объединены в Хэкоу-Яо-Мяоский автономный уезд (河口瑶族苗族自治县), но уже в 1962 году он был расформирован, а оба автономных уезда — восстановлены в прежних границах.

## Административное деление
Уезд делится на 2 посёлка, 3 волости и 1 национальную волость.